# Reinder Pieters van Calcar

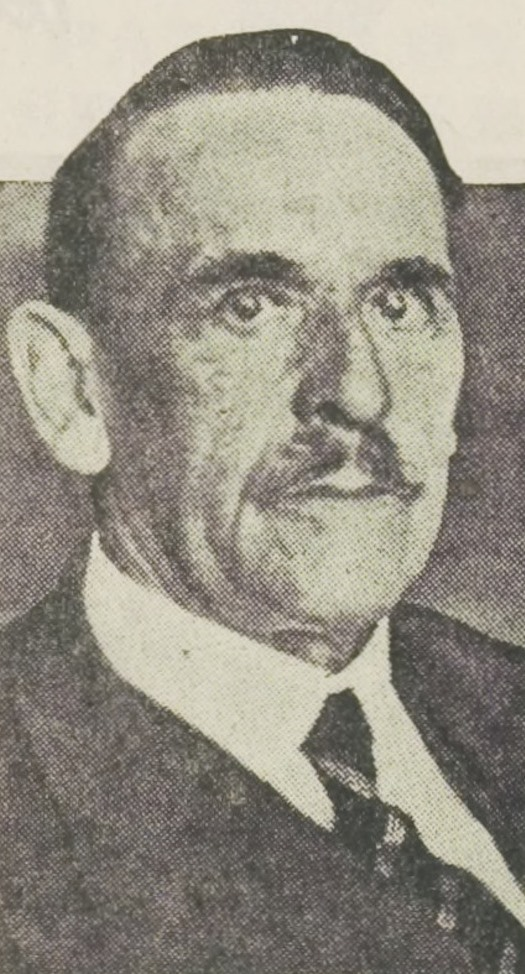
R.P. van Calcar

Reinder Pieters van Calcar (* 11. Oktober 1872 in Veenwouden; † 23. April 1957 in Leiden) war ein niederländischer Bakteriologe.

## Leben
Reinder Pieters war der Sohn des Pfarrers Hendrik van Calcar (* 15. September 1838 in Nieuwolda; † 18. November 1915) und dessen Frau Fenna Tjabbina Westerdijk (* 25. Januar 1848 in Assen). Er hatte die höhere Bürgerschule in Sneek besucht und 1892 ein Studium der Medizin an der Universität von Amsterdam begonnen. Nachdem er dieses Studium 1896 abgeschlossen hatte, wurde er 6. November 1897 zum Arzt ernannt. Er arbeitete in der Folge an verschiedenen Krankenhäusern und wurde Hausarzt im Amsterdamer Ortsteil Jordaan. Am 15. März 1905 wurde er zum Professor der Gesundheitskunde und politischen Medizin an die Universität Leiden berufen. Diese Aufgabe übernahm er am 26. September 1905 mit der Einführungsrede Het hedendaagsch standpunt van het Toxine-vraagstuk (deutsch: Der derzeitige Standpunkt des Toxinproblems) und wurde Direktor des Laboratoriums für Hygiene und Bakteriologie.
Calcar hatte vor allem dadurch Bekanntheit erlangt, dass er in der Zeit des Ersten Weltkrieges einen Prozess für die Herstellung künstlicher Futtermittel entwickelte, wofür eine Fabrik in Leiden eingerichtet wurde. Im Akademiejahr 1920/21 wurde er Rektor der Alma Mater, wozu er am 8. Februar 1921 die Rektoratsrede Over de ontwikkeling en de beteekenis der moderne bacteriologie (deutsch: Über die Entwicklung und Bedeutung der modernen Bakteriologie) hielt. Am 30. Oktober 1935 reichte er seine Entlassung ein und wurde auf königlichen Beschluss am 1. Januar 1936 emeritiert.

## Familie
Calcar war zwei Mal verheiratet. Seine erste Ehe schloss er am 7. Juni 1901 in Rheden mit Jacoba Catharina de Gravere (* 16. Juni 1875 in Meester Cornelis/Indonesien; † 2. April 1964 in Oosterbeek). Nach der Scheidung seiner ersten Ehe ging er am 7. Oktober 1920 in Leiden seine zweite Ehe mit Sara Verrips (* 14. Mai 1889 in Vinkeveen), die Tochter des Gerrit Otto Verrips und der Johanna Koppen ein. Aus beiden Ehen stammen Kinder. Von diesen kennt man:
- Hendrik van Calcar (* 12. Oktober 1903 in Amsterdam; † 8. Februar 1988 in Harderwijk) verh. I. am ? Theodora Pieternella Wilhelmina Schmid, verh. II. 14. April 1943 mit Inge van Eijk (* 6. Dezember 1911 in Rotterdam) und verh. III. am ? Elisabeth Honsbeek (* 11. Juni 1934 in Den Haag).
- Marta van Calcar (* 12. November 1904 in Amsterdam; † 7. Juli 1961)
- Eugenie Sara van Calcar (* 15. Mai 1921 in Leiden; † 7. April 2009 in Weesp)  verh. 31. Okt 1952 mit Dr. Cornelus Albertus de Bock
- Fenna Tjabina Helena van Calcar (* Leiden; † 9. Oktober 1927ebd.)

## Werke (Auswahl)
- Klinisch-biologische studiën over het mechanisme der infectieziekten. Amsterdam 1904
- Het hedendaagsch standpunt van het toxine-vraagstuk. Amsterdam 1905
- Leerboek der klinische bacteriologie. Leiden 1906
- Die Fortschritte der Immunitäts- und Spezifizitätslehre seit 1870, mit besonderer Berücksichtigung der Tuberkelbazillen und der säurefesten Stäbchen. Jena 1907
- Dialyse, Eiweisschemie und Immunität. Leiden 1908
- Immunitätsreaktionen und einige ihrer praktischen Verwendungen für Klinik und Laboratorium. Leiden 1908
- Tuberkulose und Immunität. Leiden 1910
- Over de aetiologie van het carcinoom. Leiden 1911
- Voordrachten over algemeene biologie. Leiden 1915
- De beteekenis der voedingsleer bij schaarschte van levensmiddelen. Leiden 1917
- Ontwikkeling en beteekenis der moderne bacteriologie. Leiden 1921
- Der magenlose Hund und die Achylia gastrica. Leiden 1925
- Die Ursache des Carcinoms. Leiden 1926
- De psychologie der beroepskeuze arts en onderwijzer. Leiden 1929
- Over de psychologie van den angst en haar beteekenis voor de opvoeding. Leiden 1930
- Over de psychologie van het rapport Welter en over reorganisatie. Den Haag 1932
- Natuurkennis en levensbeschouwing, rassenhygiène of rassendegeneratie. Leiden 1933
- Crisis en Revolutie. Rotterdam 1934
- De meester, herinnering aan Prof. Dr. C. Snouck Hurgronje (1857–1936). 1936